# La Fougueuse
La Fougueuse est la 4e unité de la série des dix patrouilleurs de la Marine nationale du type P400 destinés aux tâches de protection des zones économiques exclusives ou de service public. Terre-de-Haut (Les Saintes) parraine le patrouilleur La Fougueuse. Désarmée en 2009, elle fut jusqu'en 2016 amarrée sur coffre au cimetière des navires de Landévennec, près de Brest, en attente de son démantèlement. Elle a quitté les lieux début septembre 2016, pour être démantelée au Havre.

## Missions
Les missions de La Fougueuse sont de l'ordre de la protection (patrouille, contrôle d'embargo, action de souveraineté, transport de commandos) ou de service public (secours en mer, police de la navigation, police des pêches, assistance aux zones isolées, etc.)